# Stephan Keller (Politiker)

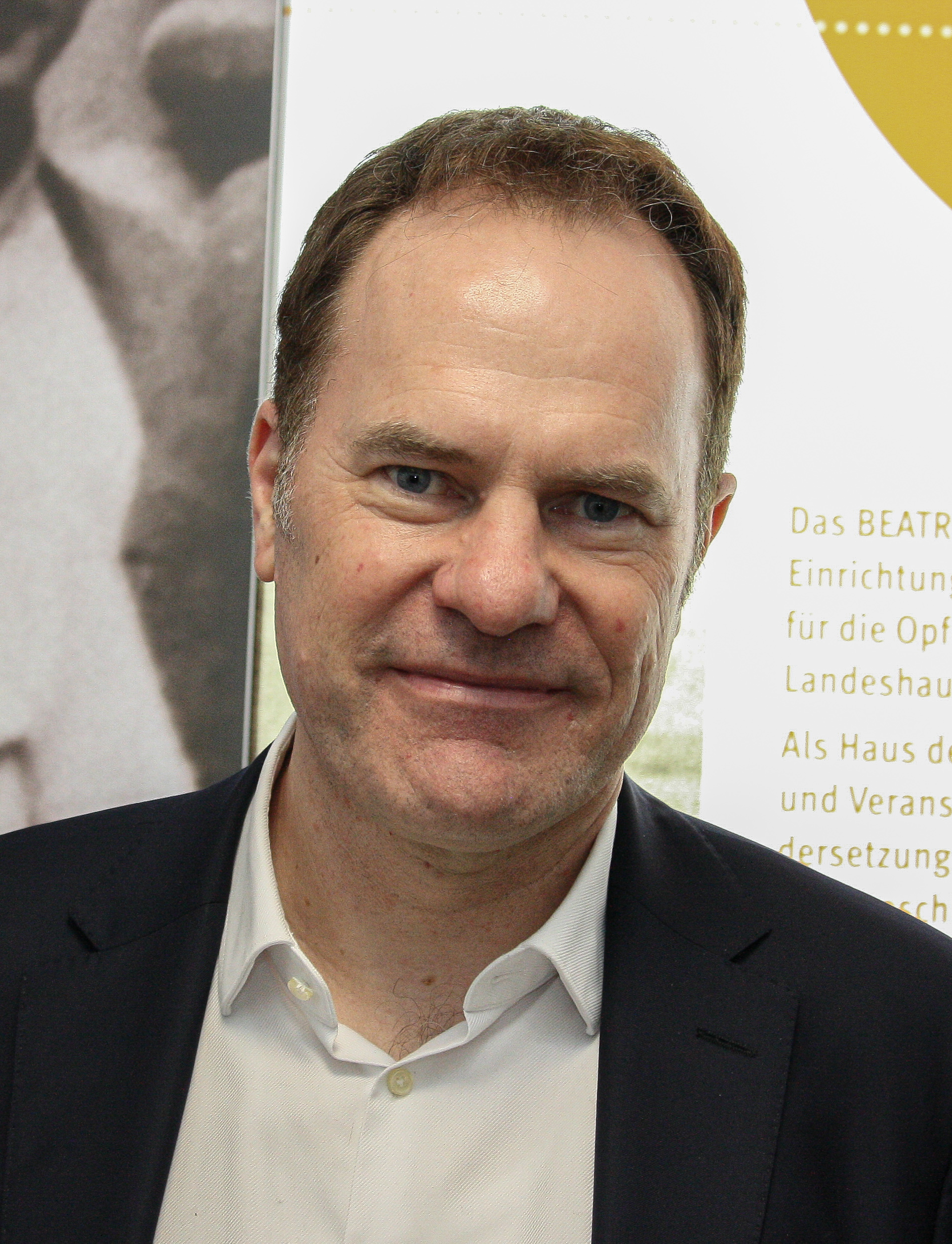
Stephan Keller, 2025

Stephan Keller (* 18. September 1970 in Aachen) ist ein deutscher Jurist, Verwaltungsbeamter und Kommunalpolitiker (CDU). Seit dem 1. November 2020 ist er Oberbürgermeister der nordrhein-westfälischen Landeshauptstadt Düsseldorf.

## Werdegang
Nach seinem Abitur 1990 am Städtischen Gymnasium Herzogenrath studierte er Rechtswissenschaft in Bayreuth und Birmingham. Das Studium schloss er mit dem 1. Juristischen Staatsexamen an der Universität Bayreuth, dem Master of Laws (LL.M.) an der University of Birmingham (1996) und dem 2. Juristischen Staatsexamen am Oberlandesgericht Düsseldorf (1999) ab. 2010 wurde er an der Ruhr-Universität Bochum zum Dr. iur. promoviert.
Von 1999 bis 2000 arbeitete er als Referent für Grundsatzfragen der Kommunalverfassung, Verwaltungsstrukturreform und Ausländerrecht beim Deutschen Städtetag in Köln. Von 2000 bis 2005 leitete er hier das Büro des Hauptgeschäftsführers. 2006 wechselte er dann als Beigeordneter für Städtebau, Umwelt und Kommunalwirtschaft zum Städte- und Gemeindebund Nordrhein-Westfalen nach Düsseldorf. Von 2011 bis 2016 war er Beigeordneter für Recht, Ordnung und Verkehr bei der Landeshauptstadt Düsseldorf. Zu seinen Wirkungsbereichen in Düsseldorf gehörten unter anderem der Bau der Wehrhahn-Linie und das Kö-Bogen-Projekt. Seit dem 2. Januar 2017 war er als Stadtdirektor hauptamtlicher Stellvertreter der Oberbürgermeisterin Henriette Reker und Dezernent für Allgemeine Verwaltung, Ordnung und Recht in Köln.
Bei der Kommunalwahl am 13. September 2020 trat Stephan Keller als Kandidat der CDU für das Amt des Oberbürgermeisters an und erreichte mit 34,15 % die Stichwahl gegen den Amtsinhaber Thomas Geisel (SPD), der im ersten Wahlgang auf 26,28 % der Stimmen kam. In der Stichwahl am 27. September 2020 wurde Stephan Keller mit 56,0 % zum Oberbürgermeister der Landeshauptstadt Düsseldorf gewählt.
Anfang Juli 2021 wurde Keller turnusmäßig von der Mitgliederversammlung in der Nachfolge von Henriette Reker zum neuen Vorstandsvorsitzenden und Verwaltungsrat der Metropolregion Rheinland gewählt.
Keller ist verheiratet, hat drei Kinder und lebt im Süden von Düsseldorf. Im Jahr 2023 trennte er sich von seiner Ehefrau.

## Ehrenamtliches Engagement
Keller ist Schirmherr des Fördervereins des Interdisziplinären Zentrums für Palliativmedizin (IZP) an der Uniklinik Düsseldorf und der Benefizregatta „Rudern gegen Krebs“.